# Wolfgang Griesert

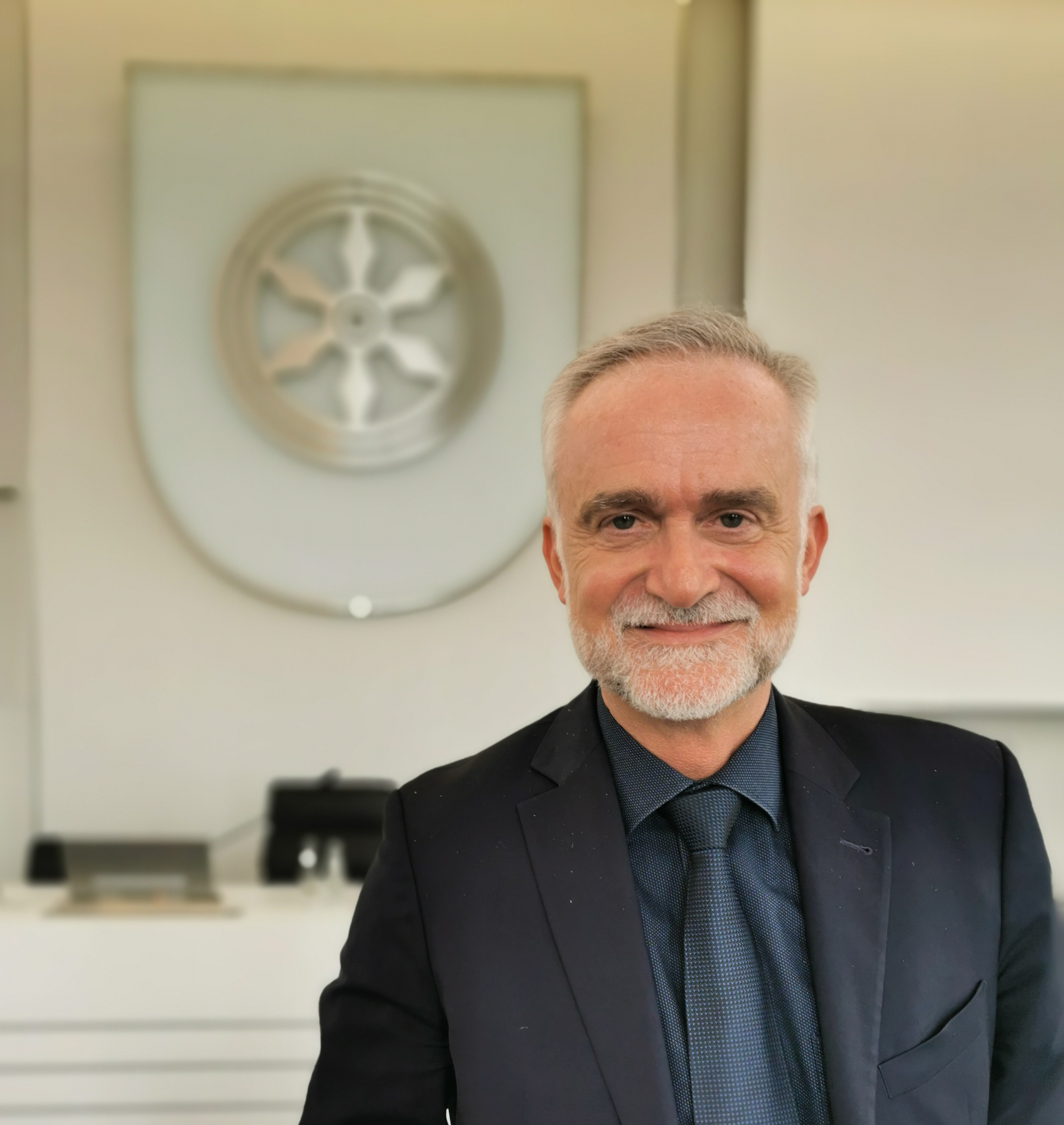
Wolfgang Griesert (2021)

Wolfgang Griesert (* 6. Oktober 1957 in Krefeld) ist ein deutscher Politiker (CDU). Er war von 2013 bis 2021 Oberbürgermeister der niedersächsischen Großstadt Osnabrück. Griesert war stellvertretender Präsident des Deutschen Städtetags.

## Leben
Wolfgang Griesert studierte Architektur an der Universität Dortmund. Seit 1985 trägt er den Titel Assessor des Baufachs. Danach arbeitete er in den Kommunalverwaltungen zum Beispiel der Städte Kiel und Krefeld. Von 1997 bis 2001 war er Fachbereichsleiter Bauen, Umwelt und Verkehr in der Stadtverwaltung der ostwestfälischen Stadt Minden. Von 2005 bis 2013 war er Bau- und Umweltdezernent von Osnabrück, 2012 und 2013 auch als Vertreter des Oberbürgermeisters Boris Pistorius (SPD).
Wolfgang Griesert ist verheiratet und hat drei Kinder. Sein Sohn Niko ist seit 2021 ein Bachelor der RTL-Dating-Show Der Bachelor.

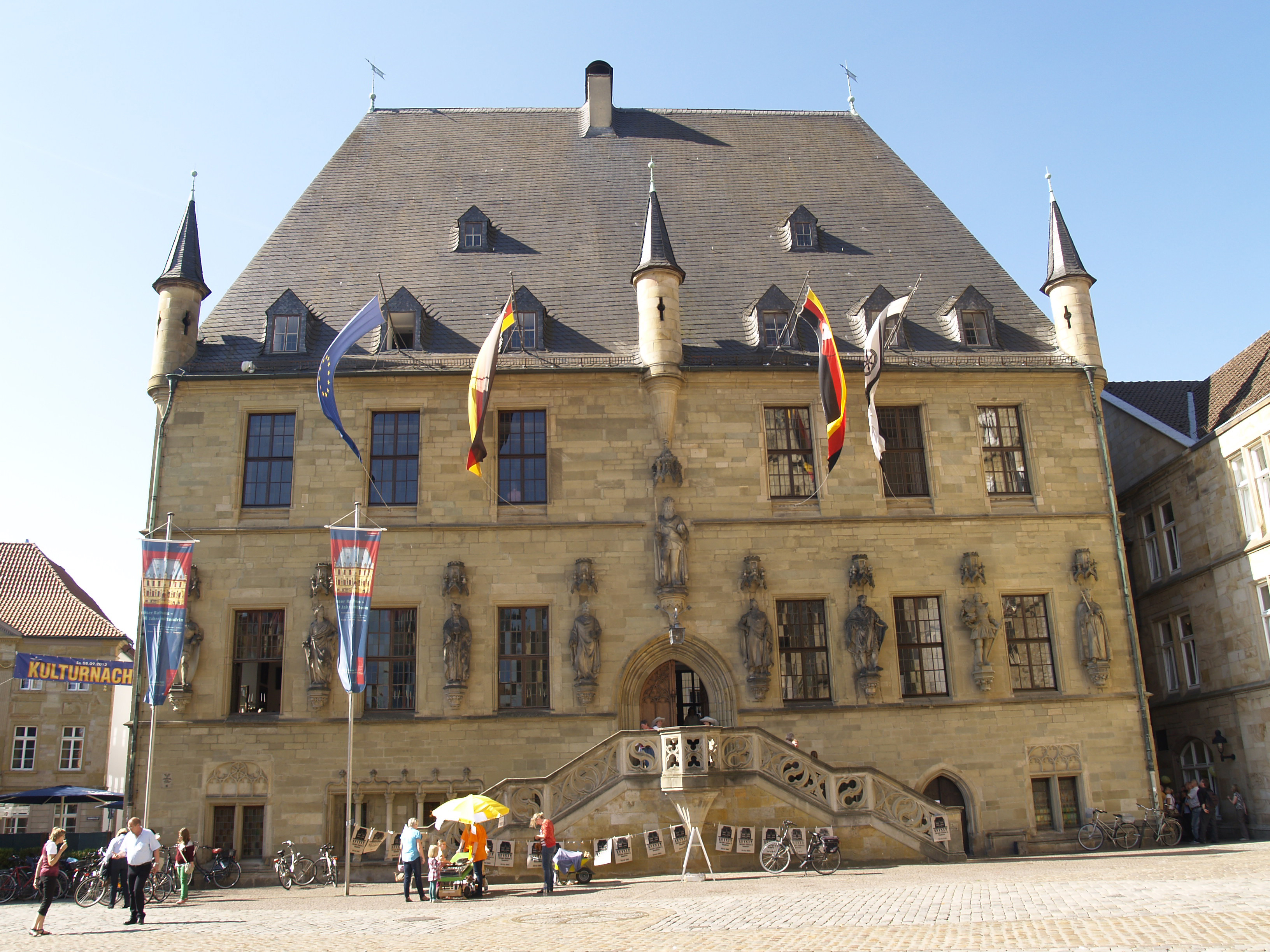
Das Rathaus von Osnabrück

## Oberbürgermeisteramt
Bei der Oberbürgermeisterwahl am 10. September 2006 gewann er zwar den ersten Wahlgang mit 38,6 zu 36,2 Prozent gegen Boris Pistorius und weitere Mitbewerber, verlor aber die Stichwahl am 24. September 2006 mit 44,4 zu 55,6 Prozent. Am 19. Februar 2013 wurde Boris Pistorius niedersächsischer Minister für Inneres und Sport, so dass das Oberbürgermeisteramt vakant war. Die nachfolgenden Wahlen am 22. September 2013 konnte Wolfgang Griesert gewinnen (mit 46,35 Prozent), in der Stichwahl am 6. Oktober 2013 setzte er sich mit 54,85 Prozent der gültigen Stimmen bei einer Wahlbeteiligung von 41,77 Prozent durch. Bei der Oberbürgermeisterwahl 2021 trat er nicht zur Wiederwahl an. Seine Nachfolgerin ist seit dem 1. November 2021 Katharina Pötter (CDU).
In seiner Funktion als Oberbürgermeister war Wolfgang Griesert Mitglied verschiedener Aufsichtsräte, zum Beispiel des Flughafens Münster/Osnabrück, der Städtischen Bühnen Osnabrück und der Stadtwerke Osnabrück. Er war Präsident des Landschaftsverbandes Osnabrücker Land und Vorsitzender des Verwaltungsrates der Sparkasse Osnabrück.